# Вихудзць
Вихудзць (пол. Wychódźc) — село в Польщі, у гміні Червінськ-над-Віслою Плонського повіту Мазовецького воєводства.
Населення — 310 осіб (2011).
У 1975-1998 роках село належало до Плоцького воєводства.

## Демографія
Демографічна структура станом на 31 березня 2011 року:
|          | Загалом | Допрацездатний вік | Працездатний вік | Постпрацездатний вік |
| -------- | ------- | ------------------ | ---------------- | -------------------- |
| Чоловіки | 157     | 36                 | 103              | 18                   |
| Жінки    | 153     | 27                 | 90               | 36                   |
| Разом    | 310     | 63                 | 193              | 54                   |